# Swallow (vela)

Ilustração de uma embarcação da classe Firefly.

A classe Swallow, também conhecida como National Swallow, é uma classe de iates clássicos de corrida. Trata-se de um barco de quilha clássico de design único planejado para ser inicialmente tripulado por dois velejadores e, em seguida, por três. Agora considerado um clássico totalmente moderno, a frota principal está em Itchenor, no porto de Chichester, West Sussex, com uma frota menor em Aldeburgh, Suffolk.
Foi projetado por Tom Thornycroft como um substituto potencial para a classe Star ainda em uso. O projeto foi inscrito em um concurso de 1946 patrocinado pela revista Yachting, mas nunca se tornou significativamente popular fora do Reino Unido. A classe Swallow fez parte do programa da vela nos Jogos Olímpicos de Verão de 1948.